# Étoutteville
Étoutteville ist eine französische Gemeinde mit 837 Einwohnern (Stand: 1. Januar 2022) im Département Seine-Maritime in der Region Normandie. Die Gemeinde gehört zum Arrondissement Rouen und zum Kanton Yvetot. Die Einwohner werden Étouttevillais und Étouttevillaises genannt.
Die Gemeinde erhielt 2022 die Auszeichnung „Eine Blume“, die vom Conseil national des villes et villages fleuris (CNVVF) im Rahmen des jährlichen Wettbewerbs der blumengeschmückten Städte und Dörfer verliehen wird.

## Geografie
Étoutteville liegt in der Landschaft Pays de Caux im Zentrum des Départements, etwa 34 Kilometer nordwestlich von Rouen. Nachbargemeinden von Étoutteville sind Harcanville im Norden, Yvecrique im Nordosten, Grémonville im Osten, Ectot-lès-Baons im Südosten, Les Hauts-de-Caux mit Veauville-lès-Baons im Süden und Westen, Hautot-Saint-Sulpice im Westen sowie Anvéville im Nordwesten.

## Bevölkerungsentwicklung
| Jahr                       | 1962 | 1968 | 1975 | 1982 | 1990 | 1999 | 2006 | 2013 | 2020 |
| Einwohner                  | 371  | 376  | 372  | 392  | 409  | 439  | 583  | 765  | 834  |
| Quellen: Cassini und INSEE |      |      |      |      |      |      |      |      |      |

## Sehenswürdigkeiten
- Pfarrkirche Saint-Thomas-de-Cantorbery. Ein im 12. Jahrhundert gegründetes cluniazensisches Priorat, abhängig von Saint-Pancrace de Lewes in Sussex, dessen Klosterkapelle im Chor eingerichtet war, machte dieses Gebäude für lange Zeit zu einer Prioratskirche, daher die doppelte Widmung (Notre-Dame und St. Thomas von Canterbury). Die Apsis datiert aus dem 13. Jahrhundert, alles andere stammt aus dem 18. Jahrhundert.
- Kapelle Saint-Côme in Étainnemare, gegen 1825 neu erbaut
- Burgruine in Bois-des-Mottes
- Schloss Plainbosc aus dem 17. Jahrhundert, in Teilen seit 1974 als Monument historique eingeschrieben
- Schloss Saint-Côme

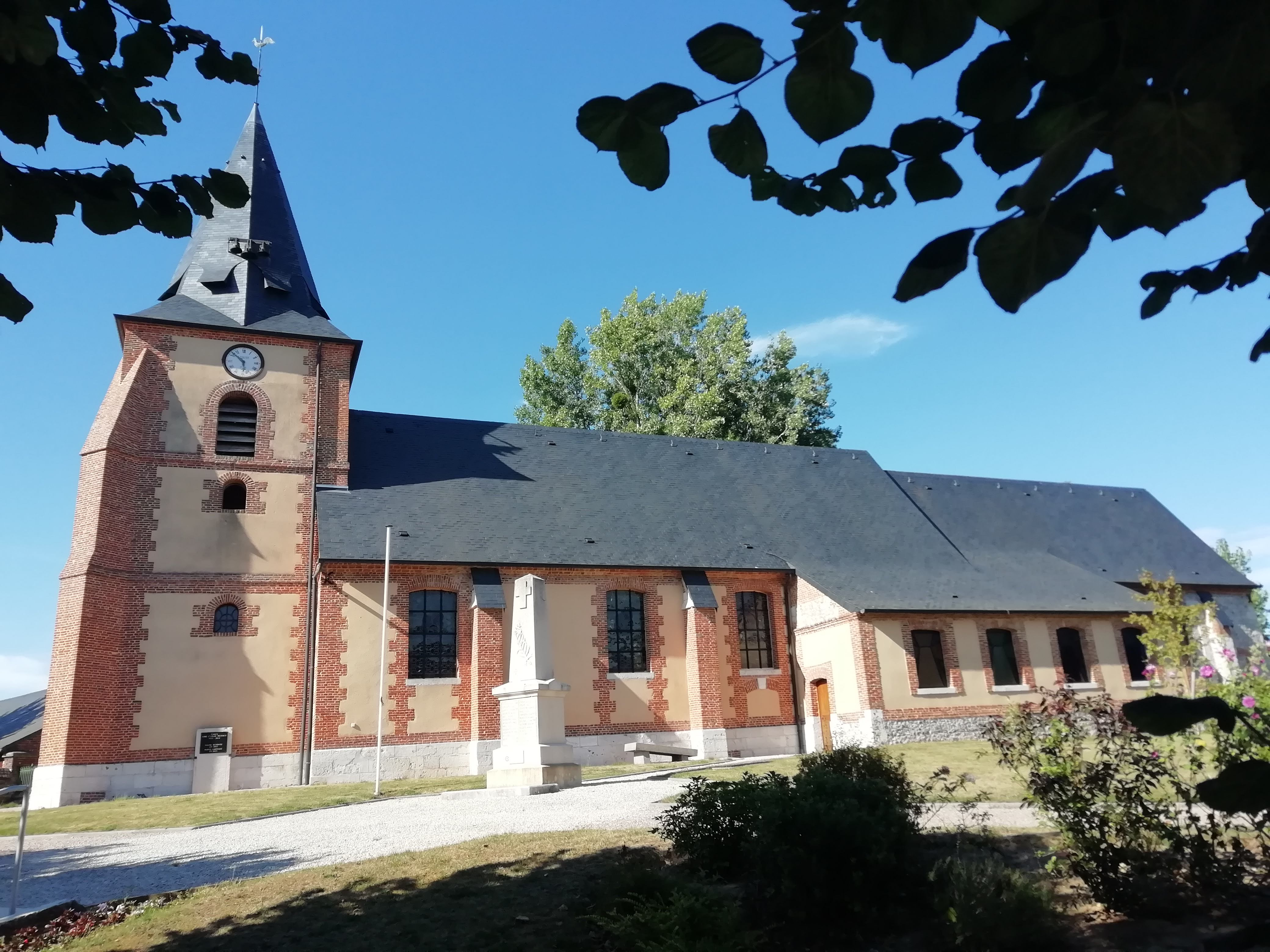
Pfarrkirche Saint-Thomas-de-Cantorbery
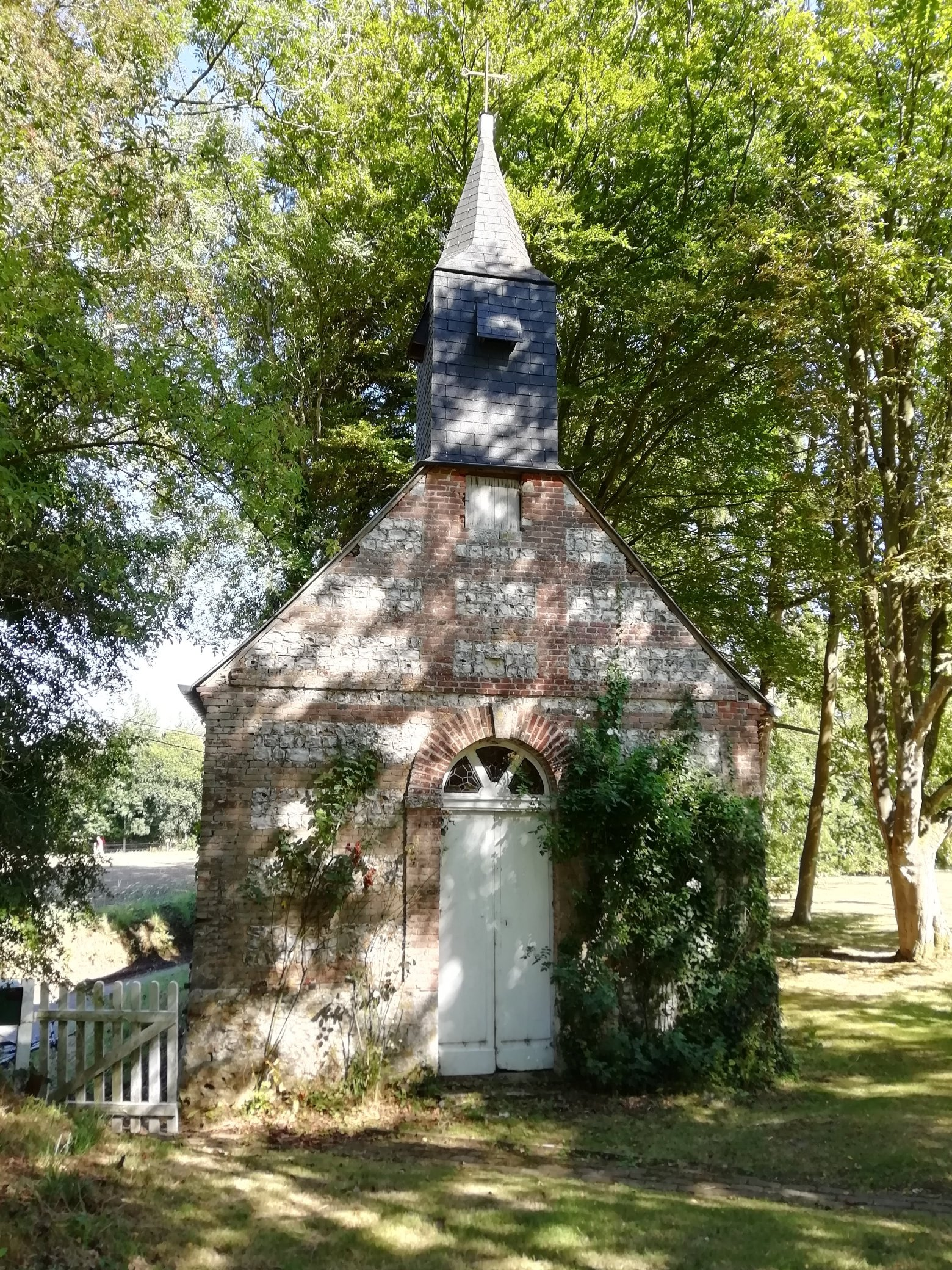
Kapelle Saint-Côme
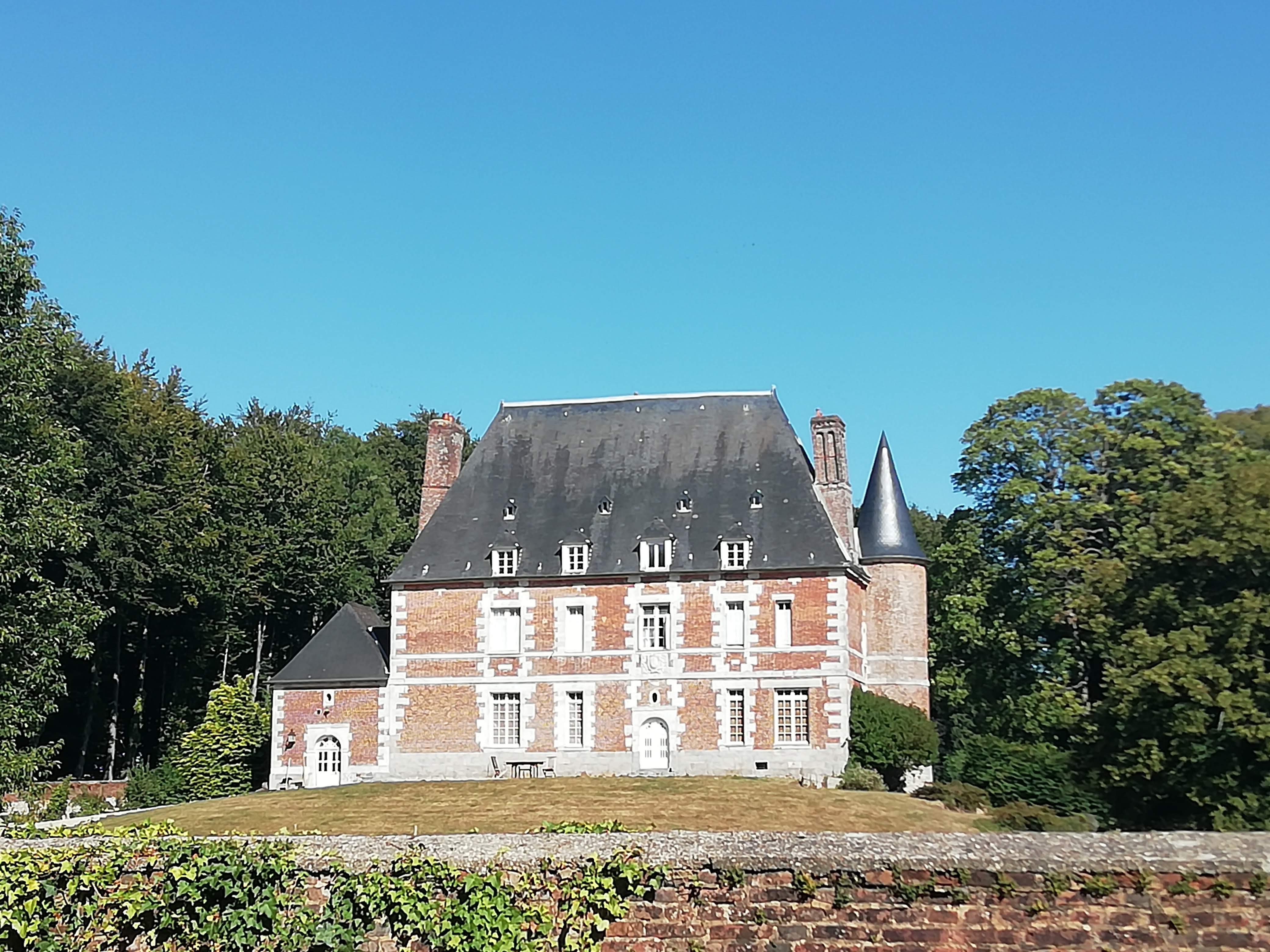
Schloss Plainbosc
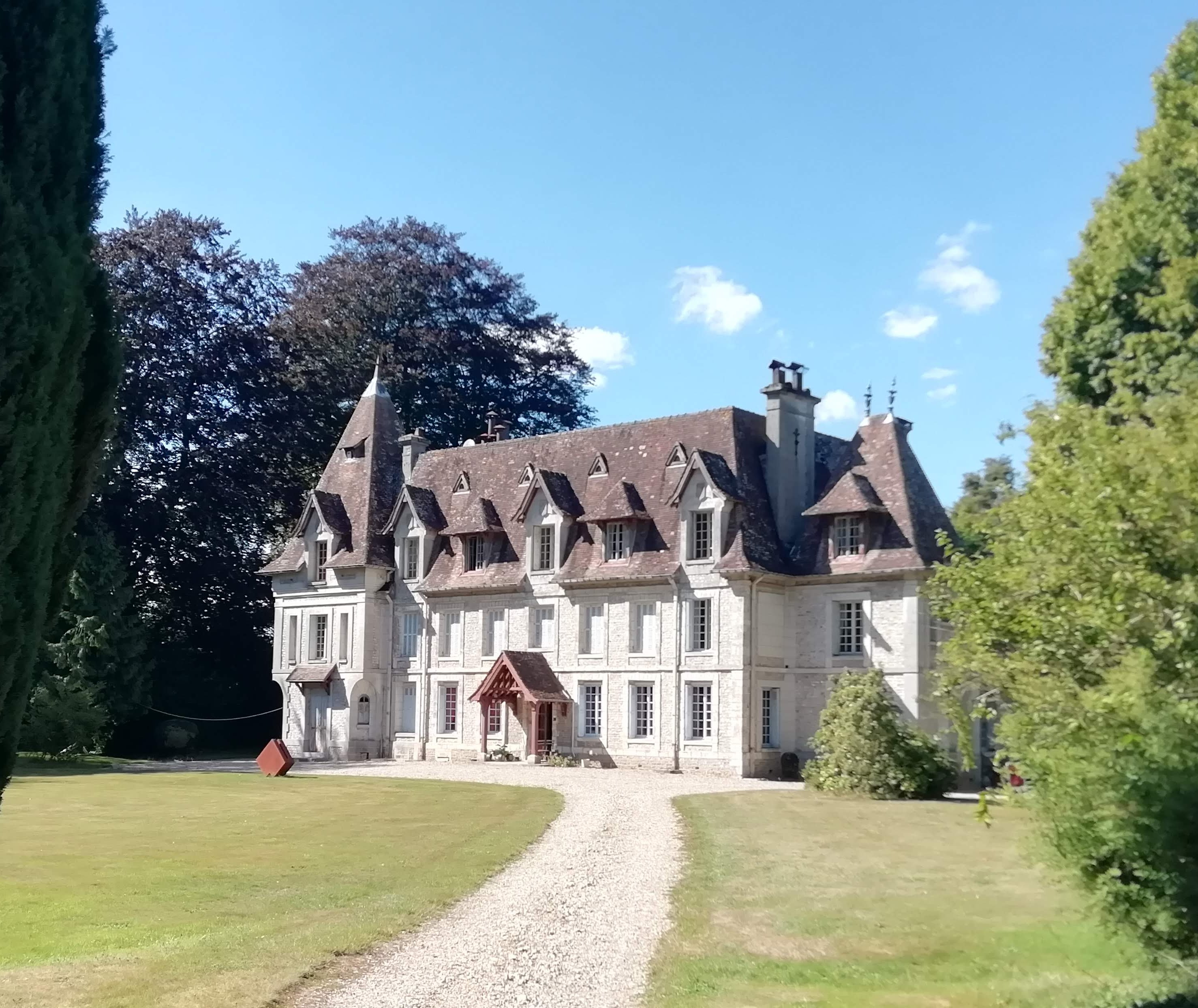
Schloss Saint-Côme

## Persönlichkeiten
- Augustin Pouyer-Quertier (1820–1891), französischer Industrieller Politiker, französischer Finanzminister (1871/72), geboren in Étoutteville